# Atletisme als Jocs Olímpics d'Estiu de 1920 - salt d'alçada masculí
El salt d'alçada masculí va ser una de les proves del programa d'atletisme disputades durant els Jocs Olímpics d'Anvers de 1920. La prova es va disputar entre el 15 i el 17 d'agost de 1920 i hi van prendre part 22 atletes de 9 nacions diferents.

## Medallistes
| Or                    | Plata               | Bronze           |
| Richmond Landon (USA) | Harold Muller (USA) | Bo Ekelund (SWE) |

## Rècords
Aquests eren els rècords del món i olímpic que hi havia abans de la celebració dels Jocs Olímpics de 1920.
| Rècord del Món | 2m 1cm  | Edward Besson | Berkeley (USA) | 2 de maig de 1914   |
| Rècord Olímpic | 1m 93cm | Alma Richards | Estocolm (SWE) | 8 de juliol de 1912 |

Richmond Landon va establir un nou rècord olímpic amb un millor salt de 1m 936cm.

## Resultats
Per classificar-se per la final cal saltar 1,80m. Aquesta altura serà superada per 12 atletes.
| Pos. | Atleta                | País           | Qual. | Final    |
| ---- | --------------------- | -------------- | ----- | -------- |
| 1    | Richmond Landon       | Estats Units   | 1.80  | 1.936 OR |
| 2    | Harold Muller         | Estats Units   | 1.80  | 1.90     |
| 3    | Bo Ekelund            | Suècia         | 1.80  | 1.90     |
| 4    | Walter Whalen         | Estats Units   | 1.80  | 1.85     |
| 5    | John Murphy           | Estats Units   | 1.80  | 1.85     |
| 6    | Benjamin Howard Baker | Regne Unit     | 1.80  | 1.85     |
| 7    | Einar Thulin          | Suècia         | 1.80  | 1.80     |
| 7    | Pierre Lewden         | França         | 1.80  | 1.80     |
| 9    | René Labat            | França         | 1.80  | 1.75     |
| 9    | Timothy Carroll       | Regne Unit     | 1.80  | 1.75     |
| 9    | Hans Jagenburg        | Suècia         | 1.80  | 1.75     |
| 9    | Thorvig Svahn         | Suècia         | 1.80  | 1.75     |
| 13   | Pierre Guilloux       | França         | 1.75  | —        |
| 14   | Georges Henrion       | Bèlgica        | 1.70  | —        |
| 14   | Eric Dunbar           | Regne Unit     | 1.70  | —        |
| 16   | Jean Mahy             | Bèlgica        | 1.65  | —        |
| 16   | Jean Hénault          | Bèlgica        | 1.65  | —        |
| 16   | Dimitrios Andronidas  | Grècia         | 1.65  | —        |
| 16   | František Stejskal    | Txecoslovàquia | 1.65  | —        |
| 20   | Henri Pleger          | Luxemburg      | 1.60  | —        |
| 21   | William Kennedy       | Canadà         | XX    | —        |
| 21   | William Hunter        | Regne Unit     | XX    | —        |